# Fulvarba fulvescens
Fulvarba fulvescens là một loài bướm đêm trong họ Noctuidae.